# Challenger Ciudad de Guayaquil 2024
Il Challenger Ciudad de Guayaquil 2024 è stato un torneo maschile di tennis professionistico. È stata la 23ª edizione del torneo, facente parte della categoria Challenger 75 nell'ambito dell'ATP Challenger Tour 2024, con un montepremi di 82 000 $. Si è giocato dal 28 ottobre al 3 novembre 2024 sui campi in terra rossa del Guayaquil Tennis Club di Guayaquil, in Ecuador.

## Partecipanti

### Teste di serie
| Nazionalità | Giocatore               | Ranking* | Testa di serie |
| ----------- | ----------------------- | -------- | -------------- |
| Argentina   | Francisco Comesaña      | 97       | 1              |
| Argentina   | Federico Coria          | 101      | 2              |
| Colombia    | Daniel Elahi Galán      | 113      | 3              |
| Argentina   | Román Andrés Burruchaga | 129      | 4              |
| Argentina   | Marco Trungelliti       | 135      | 5              |
| Argentina   | Juan Manuel Cerúndolo   | 149      | 6              |
| Rep. Ceca   | Vít Kopřiva             | 150      | 7              |
| Argentina   | Federico Agustín Gómez  | 157      | 8              |

* Ranking al 21 ottobre 2024.

### Altri partecipanti
I seguenti giocatori hanno ricevuto una wild card per il tabellone principale:
- Francisco Castro
- Marcos Lee Chan Baratau
- Ángel Véliz

Il seguente giocatore è entrato in tabellone con il ranking protetto:
- Nicolás Kicker

I seguenti giocatori sono entrati in tabellone come alternate:
- Gastão Elias
- Renzo Olivo
- Franco Roncadelli

I seguenti giocatori sono passati dalle qualificazioni:
- Mathys Erhard
- Alex Barrena
- Gerard Campana Lee
- Ryan Nijboer
- Garrett Johns
- Mariano Kestelboim

## Punti e montepremi
| Torneo    | Torneo              | V     | F     | SF    | QF    | 2T    | 1T  | Q | Q2  | Q1  |
| Singolare | Punti               | 75    | 44    | 22    | 12    | 6     | 0   | 4 | 2   | 0   |
| Singolare | Premi in denaro ($) | 9 880 | 5 820 | 3 450 | 2 000 | 1 165 | 720 | – | 360 | 185 |
| Doppio    | Punti               | 75    | 44    | 22    | 12    | –     | 0   | – | –   | –   |
| Doppio    | Premi in denaro ($) | 4 250 | 2 450 | 1 480 | 880   | –     | 500 | – | –   | –   |

## Campioni

### Singolare
Federico Agustín Gómez ha sconfitto in finale  Marcelo Tomás Barrios Vera con il punteggio di 6–1, 6–4.

### Doppio
Karol Drzewiecki /  Piotr Matuszewski hanno sconfitto in finale  Luís Britto /  Marcelo Zormann con il punteggio di 6–4, 7–6(2).